# 빅 2: 황금열쇠 대소동
《빅 2: 황금열쇠 대소동》(영어: Norm of the North: Keys to the Kingdom)는 2018년 1월 11일 개봉한 미국과 인도의 애니메이션, 가족, 코미디, 모험, 애니메이션 영화이다.

## 줄거리
국민 북극곰 ‘빅’!
하루아침에 도둑이 되다?!
북극을 지키고 새로운 왕이 된 ‘빅’에게
만능 황금열쇠를 선물한 뉴욕시!
한편, 그날 저녁 은행의 금고가 털리는 사건이 발생하고,
‘빅’이 사건의 용의자로 누명을 쓰게 된다.
한순간에 영웅에서 악당이 될 위기에 몰린 빅!
하지만 ‘빅’에게는 귀염 뽀짝 북극 삼총사 ‘레밍스’와
자신을 믿어 주는 뉴욕시의 친구들이 있다!
과연, ‘빅’은 누명을 벗고, 진짜 범인을 찾을 수 있을까?

## 출연진
- 서반석 - 빅 목소리 역
- 김보나 - 퀸 목소리 역
- 이다은 - 올림피아 목소리 역
- 최정윤 - 베나 목소리 역